# Hector Servadac
A Hector Servadac Jules Verne 1877-ben megjelent regénye.

## Történet
|  | Alább a cselekmény részletei következnek! |

Hector Servadac és tisztiszolgája Ben-Zuf Algériában állomásoznak. Servadac kapitány éppen egy szerelmes versen dolgozik, mikor robbanás reszketteti meg a levegőt. Mikor a gurbi lakói magukhoz térnek furcsa dolgokat tapasztalnak: a napok hossza a felére csökkent, nyugaton kel a nap és keleten nyugszik valamint hirtelen egy szigeten találják magukat, mert Algéria jelentős része nyomtalanul eltűnt. Egyik nap hajó tűnik fel a láthatáron. A kapitány szerelmi vetélytársának, Timasev grófnak a hajója, a Dobryna érkezik. Servadac kapitányt felveszi a hajójára, és elindulnak Európa felkutatására.
Ugyanekkor Gibraltárban az angolok tanakodnak azon, vajon mikor küld értük hajókat az anyaország. Vezetőik már hetek óta csak sakkozással töltik idejüket. Az uralkodó születésnapján elsütik ágyúikat. A kilőtt golyók egyike eltalálja a Dobryna-t. Az orosz hajót az angolok fensőbbségesen fogadják, ezért a főszereplők hamar továbbállnak. A következő szárazföld, amit látnak, egy hegy kiálló csúcsa. Rajta egy kápolnában áll egy híres francia király sírja. Nemsokára egy hatalmas sziklaszigetet pillantanak meg. Egy villából származó márványdarabból megtudják, hogy a kapitány hazája utolsó maradványait tartja kezében. Megrendülten indulnak tovább. A Santa Magdalena szigeten találnak egy kecskét, ami elvezeti őket egy olasz kislányhoz, Ninához. Hamarosan visszatérnek a szigetre, ahol Ben-Zuf-ot hagyták. A tisztiszolga dühösen fogadja őket, a termést dézsmáló madarakkal hadakozva. Elmondja nekik, hogy a szigetre érkezett tizenegy spanyol földműves és egy német kereskedő, aki nem mellesleg egy uzsorás. Nemsokára egy fontos kérdés kezdi foglalkoztatni őket. Hogyan tudják átvészelni a hosszú és hideg telet? Hajóra szálnak, és úgy keresnek megfelelő szálláshelyet. Servadac kapitány megpillant egy vulkánt. Alaposabban körülnéznek, és találnak egy barlangot, aminek a bejártát lávafolyam takarja. Úgy döntenek, hogy itt töltik a hideg évszakot.
Berendezkednek a Nina-kaptárnak nevezett üregben, de Hakhabut mester hajóján, a Hanzán marad.
Egy reggel Nina postagalambot talál, melyet tengeri ragadozó madarak támadtak meg. Pablo segítségével elűzik a madarakat. Kiderül, hogy a galamb levelet hozott az ismeretlen tudóstól. Ebben az üzenetben közli tartózkodási helyét is. Prokop hadnagy és Hector Servadac vitorlásszánon indulnak a megmentésére. Elviszik az eszméletlen tudóst a Nina-kaptárba. Servadac kapitány felismeri a professzorban egykori fizikatanárát, Palmyrin Rosettet. A csillagász elmondja nekik, hogy egy üstökös hátán keringenek, mely magához vonzotta a Föld néhány jelentéktelen részét. Fel kel készülniük arra, hogy a csillagzat veszélyesen el fog távolodni a naptól. A professzor nehéz számításokba kezd a Galliára vonatkozóan.
A naptárt is megreformálja, de rajta kívül ehhez senki sem tartja magát. Újévkor korcsolyázni indulnak, de mikor visszaérnek kétségbeesve tapasztalják, hogy az éltető meleget biztosító láva eltűnt. Kénytelenek lejjebb költözni, a láva útját követve. Nemsokára a Jupiter vonzásától kell félniük. Mikor túljutnak a veszélyen, a főkormányzó cselhez folyamodik, hogy megtudja Rosette professzortól, mikor ütköznek össze a Földdel. Rájöttek, hogy rengeteg veszélytől kell tartaniuk ezzel kapcsolatban. Végül úgy döntenek, hogy legokosabb léghajóra szállniuk, hogy az ütközés pillanatában már ne legyenek az üstökös felszínén. Tervük sikerül. Egyik légkörből zökkenőmentesen átcsusszannak a másikba. Kiindulási pontjuktól nem is nagyon távolodtak el, mivel rögtön a kapitány egyik régi barátjával futnak össze, akitől megtudják, hogy a hölgy, amelynek kezéért Hector Servadac és Timasev gróf versengtek, időközben férjhez ment. Így hát a gróf és a katonatiszt végre önzetlen barátként szoríthattak kezet.
|  | Itt a vége a cselekmény részletezésének! |

## Szereplők
- Hector Servadac - kapitány a francia katonaságnál, a Gallia főkormányzója
- Ben-Zuf - Servadac kapitány tisztiszolgája
- Timasev gróf - A kapitány orosz vetélytársa, később barátja
- Prokop hadnagy - Timasev gróf barátja, a Dobryna parancsnoka
- Nina - egy 9 éves olasz kislány
- Pablo - 12 éves spanyol fiú
- 11 spanyol
- Negrete - a spanyolok vezére
- Hakhabut - német uzsorás
- Palmyrin Rosette - Hector Servadac egykori fizika tanára, csillagász
- Olphiant őrnagy és Murphy tábornok - a Gibraltárban rekedt angolok vezérei
- Pim káplár - angol katona